# Singelkerk

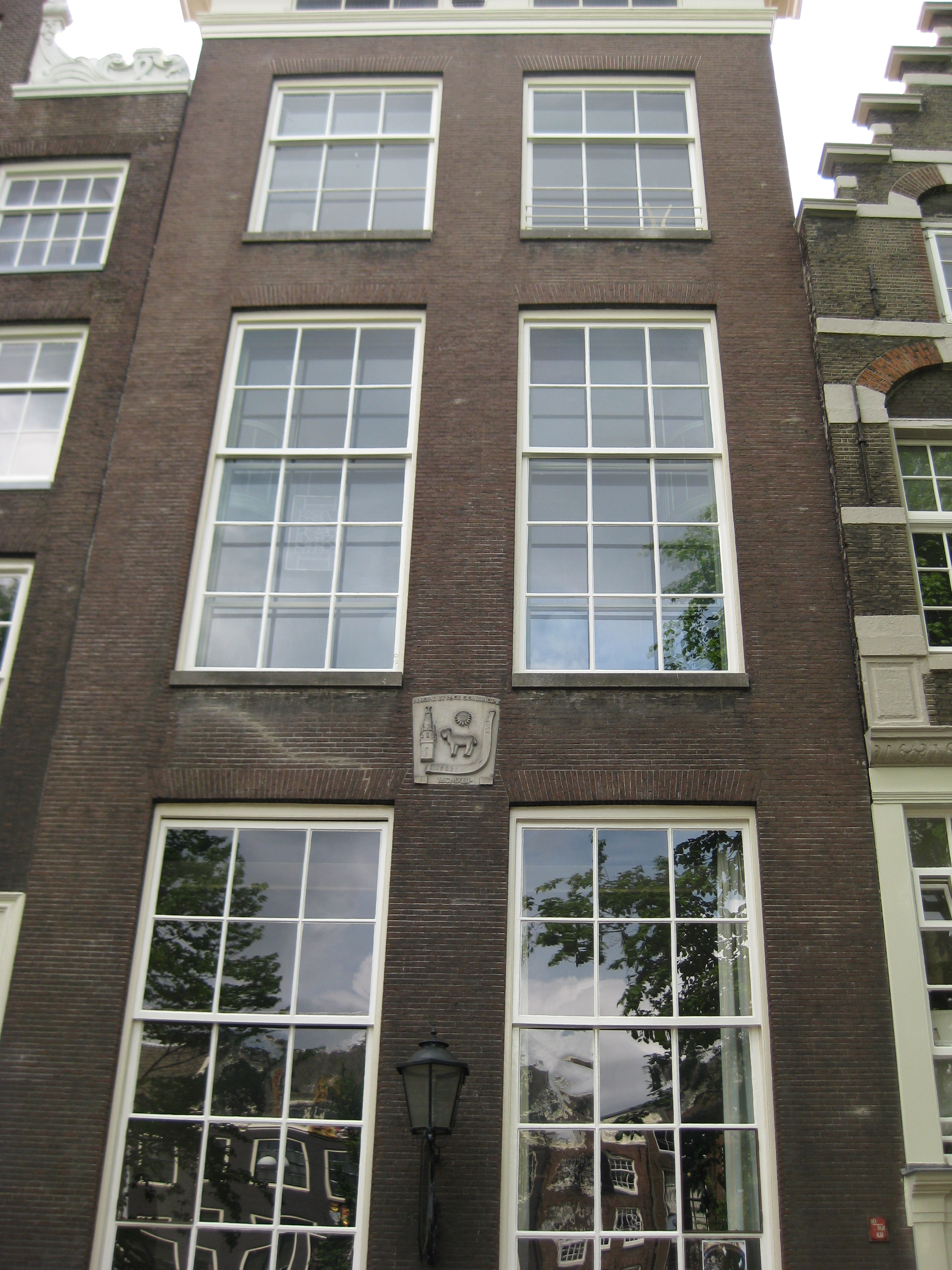
Außenansicht Singelkerk

Die Singelkerk ist eine mennonitische Kirche im Zentrum von Amsterdam. Die Kirche zwischen Singel und Herengracht ist von außen nicht als Kirche zu erkennen. Die Kirchen von Mennoniten, Remonstranten und Katholiken durften in den reformierten Niederlanden des 17. und 18. Jahrhunderts nicht von außen als solche erkennbar sein und mussten so als versteckte Kirchen (niederländisch Schuilkerk) konzipiert werden. Die Singelkerk ist mit etwa 1.200 Plätzen die größte Kirche der Mennoniten in den Niederlanden.

## Geschichte
Die ersten Zusammenkünfte Amsterdamer Täufer fanden bereits um 1530 statt. Mit Einführung der Religiösen Toleranz in den Niederlanden am Ende des 16. Jahrhunderts konnten auch die ersten mennonitischen Kirchen etabliert werden. So entstand bereits 1608 eine erste Holzkirche an der Singel. Die flämische Gemeinde benannte sich nach einer nahen Brauerei mit dem Abbild eines Lammes im Giebel entsprechend Bij het lam (Am Lamm). In den Jahren 1639 und 1640 wurde an gleicher Stelle das heute noch bestehende Kirchengebäude etabliert. Wie andere mennonitische Kirchen auch wurde die Kirche als Predigtkirche um eine zentrale Kanzel konzipiert. Im Jahr 1740 wurde das Nachbarhaus an der Singel 452 von der Gemeinde aufgekauft. Hier befand sich früher die Bibliothek der Gemeinde. Im Jahr 1777 wurde erstmals eine Orgel eingebaut. 1930 wurde sie durch eine neue pneumatische Orgel ausgewechselt. Die Kirche wird heute auch für Konzerte genutzt.
Im 17. Jahrhundert schlossen sich auch die hochdeutsche, friesische und waterländische Gemeinde (Bij den Toren) der flämischen Gemeinde an. Im Jahr 1801 kam es zum Zusammenschluss zwischen den arminianischen Lammisten und prädestinatianischen Sonnisten (Bij de Zon). Seitdem tritt die Gemeinde als Verenigde Doopsgezinde Gemeente (deutsch Vereinigte Taufgesinnte Gemeinde) auf. Die Gemeinde ist Teil der niederländischen Algemene Doopsgezinde Sociëteit.

## Ausstattung

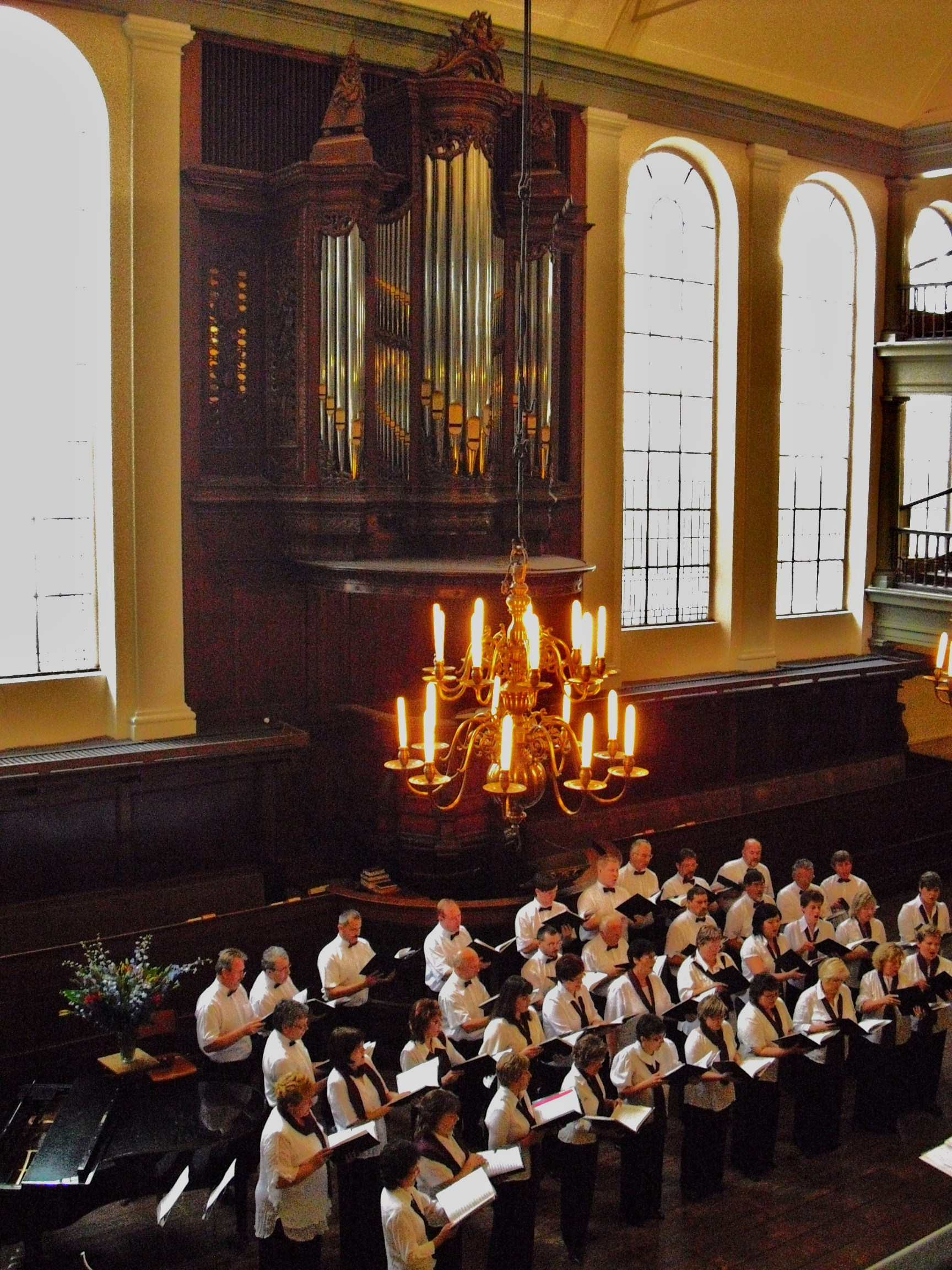
Orgel und Kanzel der Kirche (2009)

Die erste Orgel der Singelkirche wurde 1777 durch den Orgelbauer Johannes Strümphler erbaut. 1930 erbaute die Orgelbaufirma G. van Leeuwen ein neues pneumatisches Instrument in dem vorhandenen historischen Gehäuse. Das heutige Orgelwerk wurde 1983 durch die Orgelbaufirma Kaat & Tijhuis (Kampen) erbaut. Das Instrument hat 29 Register auf zwei Manualwerken und Pedal.
| I Grand Orgue C–g3 |                  |     |
| 1.                 | Bourdon          | 16′ |
| 2.                 | Montre           | 08′ |
| 3.                 | Salicioinal      | 08′ |
| 4.                 | Bourdon          | 08′ |
| 5.                 | Octave           | 04′ |
| 6.                 | Flute octaviante | 04′ |
| 7.                 | Doublette        | 02′ |
| 8.                 | Fourniture IV0   |     |
| 9.                 | Cornet V         |     |
| 10.                | Trompette        | 08′ |
| 11.                | Clairon          | 04′ |
|                    | Tremblant        |     |

| II Récit expressif C–g3 |                  |         |
| 12.                     | Flute douce      | 08′     |
| 13.                     | Viole de Gambe   | 04′     |
| 14.                     | Voix céleste     | 04′     |
| 15.                     | Prestant         | 04′     |
| 16.                     | Flute            | 04′     |
| 17.                     | Nasard           | 02 ⁄3′  |
| 18.                     | Quarte de Nasard | 02′     |
| 19.                     | Tierce           | 01 3⁄5′ |
| 20.                     | Piccolo 0        | 01′     |
| 21.                     | Plein Jeu III    |         |
| 22.                     | Hautbois         | 08′     |
| 23.                     | Voix humaine     | 08′     |
|                         | Tremblant        |         |

| Pedal C–f1 |             |     |
| 24.        | Contrebasse | 16′ |
| 25.        | Soubasse    | 16′ |
| 26.        | Flute       | 08′ |
| 27.        | Flute       | 04′ |
| 28.        | Bombarde    | 16′ |
| 29.        | Trompette   | 08′ |

- Koppeln: II/I, I/P, II/P.

## Galerie

Inneres der Singelkerk Anfang des 18. Jahrhunderts
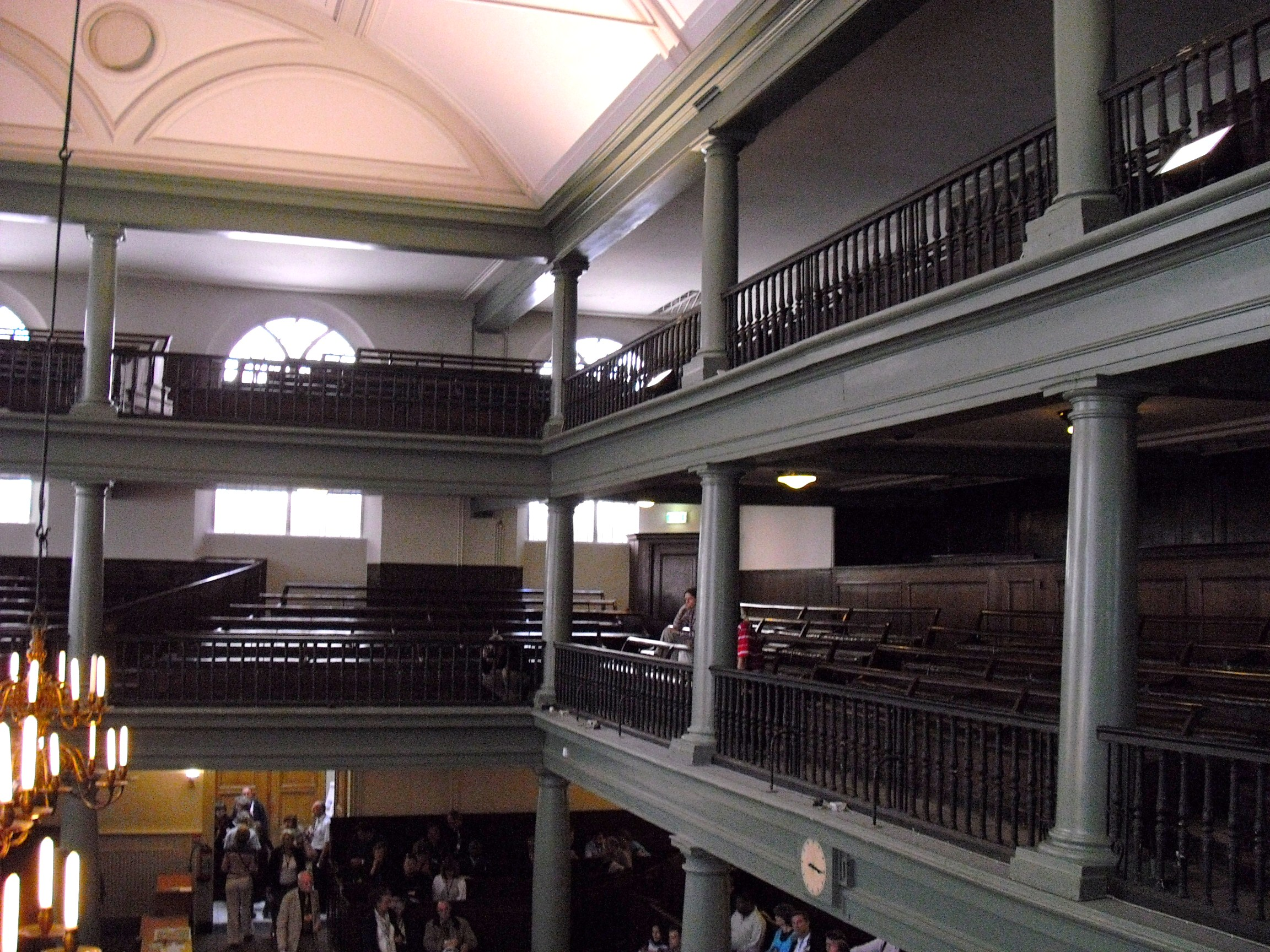
Emporen innerhalb der Kirche (2009)